# Matthias Ehrenfried
Matthias Ehrenfried, né le 3 août 1871 à Absberg, en royaume de Bavière et mort le 30 mai 1948 à Rimpar, est un ecclésiastique catholique, évêque de Wurtzbourg de 1924 à 1948.

## Biographie
Fils d'agriculteur, Matthias Ehrenfried fait ses études secondaires au lycée d'Eichstätt. Remarqué par Franz Leopold von Leonrod, il part faire ses études de théologie et de philosophie au Collegium Germanicum de la Grégorienne à Rome. Il est ordonné prêtre en 1898, et enseigne en 1900 la dogmatique à Eichstätt. Il est nommé professeur d'études néo-testamentaires, de dogmatique et d'homilétique en 1906. Matthias Ehrenfried est consacré évêque de Wurtzbourg en 1924. Il fait construire une centaine d'églises et ordonne un millier de prêtres pendant son épiscopat. Sa devise épiscopale est Gloria et pax Deo et mundo.
Matthias Ehrenfried est un évêque engagé contre le national-socialisme. L'année 1933 est une année d'affrontement entre l'Église bavaroise et le régime. Les organisations de jeunesse catholiques sont supprimées par les autorités nationales-socialistes. Les SA font des actions de provocation contre l'évêque à plusieurs reprises. Matthias Ehrenfried prend la défense de Georg Heim (1865-1938), fondateur du parti agrarien et du parti populaire bavarois, dissout en 1933 et correspond avec Karl-Heinz Goldmann, théologien berlinois anti-nazi. Lorsque les prêtres catholiques sont interdits d'enseignement et que nombre de couvents doivent fermer, l'évêque proteste. Des lettres contestant la politique du régime sont trouvées à l'abbaye de Münsterschwarzach en 1941 par la Gestapo, provoquant la fermeture de l'abbaye et des témoignages de protestations. De nombreux prêtres sont déportés à Dachau.
Matthias Ehrenfried meurt à l'hôpital Julius de Rimpar et est enterré à l'église de Neumünster, près des reliques de l'apôtre de Franconie, tant vénéré par lui.

## Sources de l'article
- (de) Biographie détaillée en allemand de Matthias Ehrenfried